# Steigen
Steigen est une kommune de Norvège. Elle est située dans le comté de Nordland.

## Description
Le centre administratif de la commune est le village de Leinesfjord. L'aéroport d'Engeløy-Grådussan est situé dans la partie nord de la municipalité. Le Phare de Måløy-Skarholmen est situé dans le Vestfjorden dans la partie ouest de la commune. Le seul accès routier à la commune se fait par le tunnel Steigen.

### Îles  principales
- Engeløya (reliée au continent par le double pont d'Engeløybruene)
- Hjartøya
- Lundøya

### Localités
- Ålstad (67° 54′ 54″ N, 15° 10′ 33″ E)
- Bø (67° 57′ 50″ N, 15° 02′ 12″ E)
- Bogen (67° 53′ 52″ N, 15° 11′ 51″ E)
- Botnen (67° 46′ 00″ N, 15° 09′ 00″ E)
- Helnessund
- Holkestad (67° 53′ 00″ N, 14° 53′ 00″ E)
- Leines (67° 44′ 00″ N, 14° 48′ 00″ E)
- Leinesfjord (67° 47′ 00″ N, 15° 00′ 00″ E)
- Marhaug (67° 46′ 00″ N, 15° 10′ 00″ E)
- Nordfold (67° 46′ 00″ N, 15° 12′ 00″ E)
- Nordskot (67° 50′ 00″ N, 14° 49′ 00″ E)
- Saursfjord (67° 48′ 00″ N, 15° 04′ 00″ E)
- Skånland (67° 54′ 03″ N, 15° 04′ 30″ E)
- Skjenaust
- Solheim
- Stamsvika
- Steinsland